# Ceratocystiopsis minima
Ceratocystiopsis minima är en svampart som först beskrevs av Olchow. & J. Reid, och fick sitt nu gällande namn av H.P. Upadhyay 1981. Ceratocystiopsis minima ingår i släktet Ceratocystiopsis och familjen Ophiostomataceae.   Inga underarter finns listade i Catalogue of Life.